# Moritz Naumann
Moritz Ernst Adolph Naumann, född den 7 oktober 1798 i Dresden, död den 19 oktober 1871 i Bonn, var en tysk läkare. Han var son till Johann Gottlieb Naumann och far till Emil Naumann.
Naumann var sedan 1828 medicine professor i Bonn och 1851–1864 därjämte direktor för det kliniska institutet samt utgav bland annat Handbuch der medizinischen Klinik (8 band, 1829–1839; band I, 2:a upplagan 1847).